# Via ferrata della Roda di Vaèl
La via ferrata della Roda di Vaèl (in tedesco Rotwand-Klettersteig) è una via ferrata che porta dal Passo del Vajolon alla cima della Roda di Vaèl, nel gruppo del Catinaccio, in Provincia di Trento (Val di Fassa) ma svolgentesi per l'intero percorso a pochi metri dalla provincia di Bolzano (Val d'Ega) costituendo confine sia orografico che amministrativo fra le due province in corrispondenza della cima della montagna e in alcuni tratti compresi fra la cima stessa e il Passo Vajolon.
Trattasi in realtà di un semplice e poco esposto itinerario di cresta svolgentesi su roccette non impegnative, alla portata dell'escursionista comune purché dotato di un minimo di pratica e già molto frequentato prima dell'apposizione delle funi, le quali non servono per la progressione ma per fornire maggior sicurezza in caso di scivolosità dovuta a ghiaccio, neve o terreno bagnato.

## Descrizione del percorso

### Avvicinamento
Per arrivare all'attacco della ferrata, il percorso tipico è salire dal rifugio Paolina (2.125 m), raggiungibile tramite l’omonima seggiovia.

### Via ferrata
Si sale verso nord imboccando il sentiero n. 552 e ad un incrocio prendere verso destra il sentiero n. 551 verso il passo del Vajolon, dove si incontra una scala in ferro. Seguono funi di acciaio per sicurezza sino alla cima della Roda di Vaél.
La Via Ferrata Roda di Vaèl viene percorsa spesso in abbinamento alla Via ferrata del Masarè.

### Discesa
Per la discesa si può percorrere a ritroso il tratto appena seguito, o raggiungere la forcella delle Rode tramite la cresta sud, da cui poi dopo aver sceso uno stretto canalino si giunge
per prati al Rifugio Roda di Vaèl. Da qui si può ritornare tramite facile sentiero al rifugio Paolina, chiudendo il cerchio.